# ستاد دسوق الرياضي
ستاد دسوق الرياضي، هو ستاد لجميع الألعاب الرياضية بمدينة دسوق شمال مصر ، وتتسع مدرجات ملعب كرة القدم الرئيسي به لعدد 10,000 متفرج، وهو بالكامل مبني على مساحة 17 فدان.

## موقعه
يقع ستاد دسوق في أقصى شمال مدينة دسوق، وهو إدارياً يتبع حي شمال دسوق، ويطل على شارع الاستاد أحد أشهر شوارع المدينة.

## تاريخه
تم إنشاء الاستاد عام 1976 في عهد الرئيس السابق محمد أنور السادات، وأصبح مقراً لفريق نادي دسوق.